# アメリカ合衆国の歴史 (1865-1918)
本稿では1865年から1918年に掛けてのアメリカ合衆国の歴史を扱う。この期間は南北戦争の後のレコンストラクションに始まり、工業化が進展した時代だった。社会と労働力の急激な変化が多くの労働組合を生み、ストライキが何度も行われた。
南北戦争が終わったとき、アメリカ合衆国は分裂したままだった。レコンストラクションとその失敗により、南部の白人は黒人たちに対する支配関係を続け、その公民権を否定し、経済、社会、および政治の分野では第2の階級にしておいた。
ヨーロッパを中心とする他の大陸から1840年から1920年までに3,700万人という前例の無いような移民の波が訪れ、安い工場労働力を提供し、カリフォルニア州のようなまだ開発が進んでいなかった地域に多様な地域社会を形成した。工業の発展と人口の拡大は少なからぬ犠牲も発生させた。大抵のインディアン部族は小さな居留地に押し込められ、白人の農園主や牧場主がその土地を手に入れた。工場における労働者の虐待が暴力を伴う労働運動を生むようになった。工業における虐待慣習によって労働運動は暴力的な様相を示すようになった。
この期間、国内では人口増加と工業の成長、海外では多くの帝国主義的事業により、アメリカ合衆国は国際社会における力を高め始めた。19世紀が終わる頃までにアメリカ合衆国は、新しい技術（電信や製鉄のベッセマー法など）に基づいて世界でも先進的な工業国になり、鉄道網を国中に張り巡らし、豊富な天然資源を使って第二次産業革命の先駆者となった。
19世紀末、アメリカ合衆国はキューバを征服して、スペインの支配から事実上アメリカの支配下に置き、ハワイとプエルトリコを併合した。米西戦争の終わりにはフィリピンを獲得し、人民数十万人を殺害してその独立運動を抑圧し、フィリピン諸島の近代化を進めて、特に数十万人を殺した伝染病の流行を止めるために公衆衛生を改善した。
第一次世界大戦では、アメリカ合衆国はかなり遅く1917年に連合国側で参戦し、戦争の行き詰まりを打開したことで、アメリカは軍事大国かつ経済大国になった。

## レコンストラクション
レコンストラクションは南北戦争の後の時代を指し、敗れたアメリカ連合国に所属していた南部諸州が再度アメリカ合衆国の中に統合された。解放奴隷に公民権を確立しようという試みが、南部白人の間に連邦政府に向けた長びく敵意を生じさせた。
エイブラハム・リンカーン大統領は暗殺される前に中庸的なレコンストラクション計画を認めていた。しかし、戦争期間の莫大な人的犠牲とそれによる社会的変動によって、アメリカ合衆国議会は解放奴隷の保護を含め、まず必須条件を課すこと無くしては反逆を起こした州の再加盟に抵抗することになった。リンカーンのその後長続きした遺産には、反逆州における奴隷を解放する1863年の奴隷解放宣言と、元奴隷を教育し、健康管理と雇用を促す1865年3月設立の解放奴隷局があった。アメリカ合衆国憲法修正第13条が1865年12月に批准され、アメリカ合衆国全てで年季を定めた隷属が違法とされた。リンカーンの後継者であるアンドリュー・ジョンソンが議会で多数派である共和党の意志に対して頑迷に抵抗したことは、「議会のレコンストラクション」あるいは「急進派レコンストラクション」と呼ばれるものに繋がった。1866年から1868年、議会は一連のレコンストラクション法を成立させて南部州が再加盟する条件と手続を定め、1866年の公民権法ではあらゆる人々に白人と同じ市民権を与えた。
レコンストラクションの下で、解放奴隷、スキャラワグおよびカーペットバッガーと共和党が連衡して南部州政府を支配し、アフリカ系アメリカ人に市民権を与えるアメリカ合衆国憲法修正第14条を批准した。これらの政府は鉄道や公立学校を建設するために重い借金を抱え、税率を上げたので次第に激しい抵抗に合うようになり、その結果スキャラワグの大半が民主党に移った。ユリシーズ・グラント大統領はサウスカロライナ州、ミシシッピ州およびルイジアナ州でアフリカ系アメリカ人に対する公民権保護を強制した。1870年にアメリカ合衆国憲法修正第15条が批准されてアフリカ系アメリカ人に選挙権を与えた。1875年公民権法が成立して、人種や以前の隷属関係に関係なく、人々が公的施設を利用する権利を保障した。
レコンストラクションは州によって異なる期間続いた。最後は1876年アメリカ合衆国大統領選挙で共和党のラザフォード・ヘイズが接戦の末に対抗馬民主党のサミュエル・ティルデンを破った時だった。選挙人投票結果について異論が続出し、議会は選挙管理委員会を設けてその収拾を図った。委員会の裁定は論争のあった票を全てヘイズに与えることになったが、この決着の影にいわゆる「1877年妥協」があり、南部白人は当時共和党が支配しておりレコンストラクションの終わっていない南部3州での軍事支配をヘイズが終わらせる提案をしたことを知って委員会裁定を黙認した。レコンストラクションそのものは、北部白人が南北戦争の終結と南部白人から国家に対する脅威が無くなったことを認めたことで終結した。
レコンストラクションの終わりは、まだ南部での人口が多かったアフリカ系アメリカ人にとって公民権と市民としての自由というものが信じられた短い期間の終わりでもあった。しかし、人種差別はレコンストラクションの行われた南部のみならず、国中至る所で見出された。白人至上主義者がジム・クロウ法を通じて差別された社会を創りだし、南部の白人特権階級（リディーマー、ブルボン民主党の南部会派）が「ソリッド・サウス」と呼ばれる圧倒的な民主党支配下で確固たる政治と経済の支配力を確保した。田園地帯では地方の法律執行力が弱く、激怒した暴徒が黒人の犯罪容疑者をリンチすることを許した。

## インディアン戦争
アメリカ合衆国西部の平原や山岳地に鉱山師、牧場主および農場開拓者などが進出していったことで、そこに先住していたインディアンとの紛争が拡大した。連邦政府はインディアンたちに割り当てられた居留地に留まらせることを主張し、そこに留めておくために力を用いた。1880年代に暴力沙汰は減っていき、事実上1890年で止んだ。1880年までに狩猟経済の基盤だったバッファローの群れは消失していた。白人の社会改革者たちは迅速にインディアンをアメリカ社会の中に同化することを望み、ペンシルベニア州カーライルのカーライル・インディアン工業学校のような訓練計画や学校を設定した。この中から多くの著名な指導者が育った。しかし同化に反対する勢力は抵抗した。

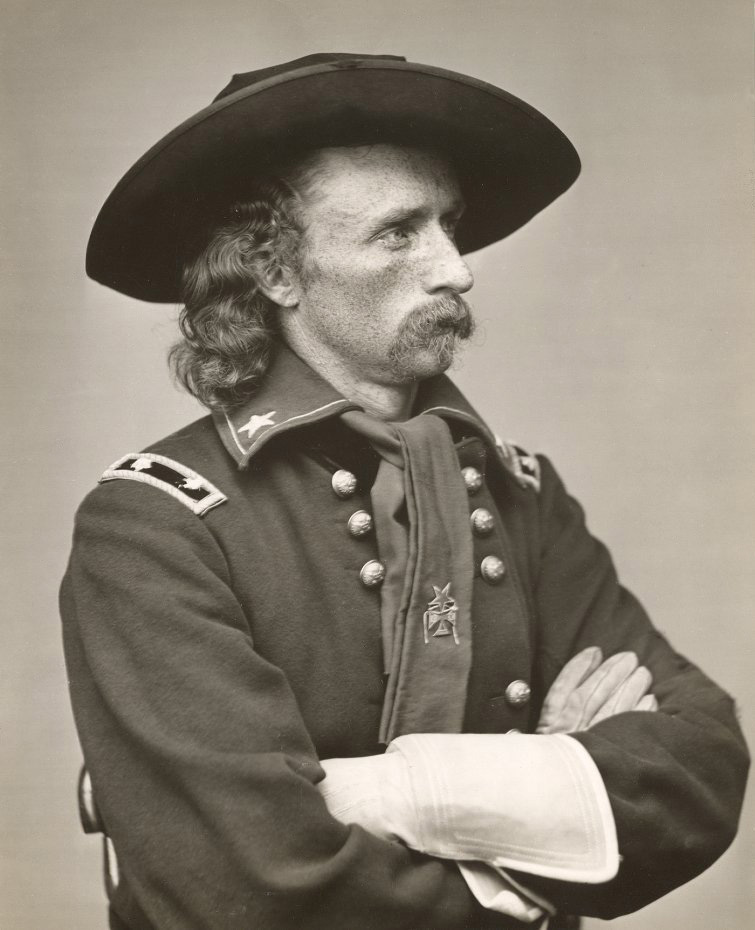
ジョージ・アームストロング・カスター

1876年、ダコタ・ゴールドラッシュがブラック・ヒルズを通り過ぎた時に最後の重大なスー族戦争が起こった。アメリカ軍はスー族（ラコタ派）の狩猟場に鉱山師が入らないように手配することを怠った。この地域で狩りをしているスー族に対し行動を取るよう命令が出たとき、条約の取り決めに従って軍隊は活発に動いた。幾つかの決着の着かない遭遇の後で、ジョージ・アームストロング・カスター将軍はラコタとその同盟の主要宿営地を発見した。1876年6月25日、リトルビッグホーンの戦いで、本隊とは離れて行動していたカスター将軍の部隊が、戦術的な利点があり数的にも上回ったインディアンに全滅させられた。インディアンはクレイジー・ホースに率いられ、シッティング・ブルの勝利の予言によって鼓舞されていた。
その後の1890年、サウスダコタ州ウンデット・ニーの北部ラコタ居留地でゴーストダンスの儀式の際に、アメリカ軍はラコタの武装解除を試みた。このときに銃撃が起こり、兵士たちはおよそ100名のインディアンを殺した（ウンデット・ニーの虐殺）。死亡した約25名の兵士は友軍の銃撃で死んだ可能性がある。これが表だったインディアンとの紛争の最後のものになった。
社会改革者たちは居留地に居るインディアンが個人として土地を所有できるようにするという解決策をとることにした。1887年、ドーズ法によってインディアンの土地を分割し、1家族の一人あたり160エーカー (0.65 km2) の土地を与える提案を行った。このような割り当て土地はその後25年間連邦政府から委託され、その後は所有者が全的な権利（売却や抵当入れも可能）を得て、完全な市民権も獲得した。しかしこのようにして手に入れた土地は開拓者に売りに出された。この政策は、インディアンが部族固有の土地のほぼ半分を売却したことになり、インディアンにとっては損失になった。また部族間の社会的組織の大半も破壊され、生き残った先住民としての伝統的な文化も混乱した。ドーズ法はインディアンをアメリカの本流と一体化させることを目指したものであり、大半は同化してアメリカ社会の中に吸収され、数多いアメリカ人の家庭の中にインディアンの血を残した。同化を拒んだ者たちは居留地で貧困に喘ぎ、連邦政府から食料、薬および教育などの支援を受けた。
1934年のインディアン再組織化法によってアメリカ合衆国の政策が逆転し、居留地の部族とその生活様式を保護するようになった。

## 工業化

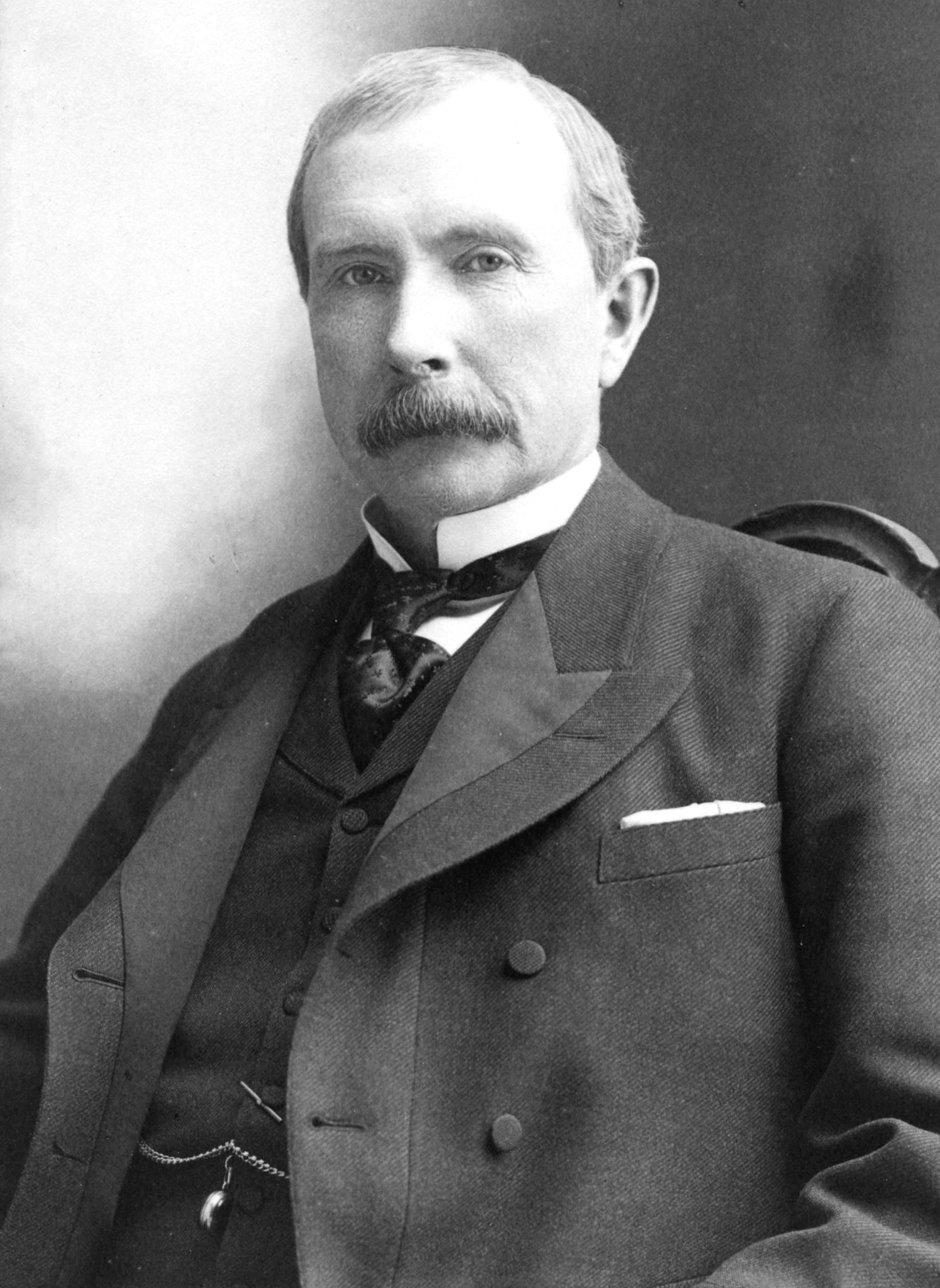
ジョン・ロックフェラー

1865年から1913年頃までの間に、アメリカ合衆国は世界でも先進的な工業国に成長した。土地と労働力が豊富にあり、気候が多様で、運河、川および海岸水域など航行可能な水域があることで勃興する工業経済の交通需要を満たし、さらに天然資源が豊富なことにより、安価なエネルギー、迅速な輸送を可能にし、また資本が潤沢に使えたことで、第二次産業革命を強力に推進できた。
「鉄のある所に石炭有り。」物の生産は手工業から工場生産に移り、生産のための組織、協調関係および規模が拡大して、さらには技術の進歩や輸送機関の発展が拍車を掛けた。鉄道が西部を開き、誰もいなかった所に農場、町や市場ができた。最初の大陸横断鉄道は国家のことを優先する事業家たちによって、イギリスの金を使い、アイルランド人や中国人の労働力で建設され、以前は僻遠の地だった所への旅を可能にした。鉄道の建設で、資本、貸付および農夫になろうという者に大きな機会が生まれた。
製鉄や製鋼においてはベッセマー法や平炉のような新技術が化学など他の科学分野での類似した革新と組合せされ生産性を著しく上げた。電報や電話など新しい通信手段は管理者たちが遠距離を隔てても協調できるようにした。ヘンリー・フォードが始めた移動する組み立てラインやフレデリック・ウィンスロー・テイラーの科学的管理法など、労働とその組織の編成にも大きな革新が起こった。
この時代に要求された大企業の財務を裏付けるために、持株会社が現れ、事業組織の支配的形態になった。法人はトラストを結んで拡大し、競合する会社を一つにしてモノポリと呼ばれる形態も出現した。高関税が外国との競合からアメリカの工場と労働者を守り、連邦政府による鉄道への助成金が投資家、農夫および鉄道労働者を富ませ、数多い町や都市を創った。政府のあらゆる部局は概して労働者が組合を作ったり、ストライキをやることを止めるように動いた。
集合的に「泥棒男爵」と呼ばれたアンドリュー・カーネギー、ジョン・ロックフェラーおよびジェイ・グールドのような大工業資本家が大きな富と力を蓄えた。富を蓄積するための冷酷非情な競争の中で、古いスタイルの職人たちの熟練労働は、給料の良い熟練労働者や技師に道を譲り、国全体が技術の基盤に凭りかかった。一方、着実な移民の流入により、特に鉱業や製造業で安い労働力の有用性が高まった。

### 金ぴか時代
「金ぴか時代」は1873年恐慌の後に第二次産業革命の新しく工業化経済の表面に浮かび出たアメリカ社会のほんの一握りの者たちによって享受された。それは劇的な社会変動を演出した富の移行の時代に加速された。初めて超富豪階級である「産業の主役」すなわち「泥棒男爵」を生み出し、その事業、社会および家族の結びつきによるネットワークが、明確に定義された境界のあるアングロサクソンとプロテスタントが大半である社交界を支配した。「金ぴか時代」という言葉は1873年に出版されたマーク・トウェインとチャールズ・ダドリー・ワーナーの著作『金ぴか時代：今日の話』で使われたのが初めであり、「金めっき」とゴールデンエージの皮肉な違いを表していた。
レコンストラクションが終わり、当座の政治的な問題が少なくなった中で、1880年アメリカ合衆国大統領選挙はこれまでに無い静かなものになった。共和党候補者ジェームズ・ガーフィールドが当選したが、就任してから数ヶ月後には恨みを抱いた公職追求者チャールズ・ジトーに銃で撃たれた。大統領は2ヶ月後に死亡し、副大統領のチェスター・A・アーサーが後継者になった。
金ぴか時代の政治は驚くほど堕落していたが、それにも拘わらず選挙民は熱心であり、1872年から1892年の期間の投票率は高かった。大きな問題が無いということは、選挙の結果を決めるのが候補者の個性であることを意味した。1884年アメリカ合衆国大統領選挙は、共和党のジェイムズ・G・ブレインと民主党のグロバー・クリーブランドの間で醜い泥仕合となり、クリーブランドが勝利して第22代大統領になった。
北東部のまとまりのある支配階級が「アメリカ・ルネッサンス」を宣言する自信を示し、この時代を特徴付ける新しい公的施設の建設ラッシュで特徴付けられた。これには病院、博物館、学校、オペラハウス、公共図書館、交響楽団があり、1893年のシカゴ万国博覧会の後は、ボザール建築様式という言葉で表される建築が隆盛した。
金ぴか時代で重要なことは劇的な教育の変化、移民の同化、宗教運動およびウィリアム・ランドルフ・ハーストやジョーゼフ・ピューリツァーを代表とする新しい全国紙の巨大帝国が築かれたことだった。

## 社会史
都市化（都市の急成長）は工業化（工場と鉄道の成長）や農業の拡大と歩調を合わせた。都市の急成長でヨーロッパ、フランス系カナダ人および中国人の莫大な移民も可能になった。

### 移民
1840年から1920年の間に、前例になく多様な移民の波がアメリカ合衆国に到着し、総数は約3,700万人に上った。彼らは様々な地域から来ていた。ドイツ人600万人、アイルランド人450万人、イタリア人475万人、イングランド、スコットランドおよびウェールズ合わせて420万人、オーストリア＝ハンガリー帝国から420万人、スカンディナヴィアから230万人、ロシア人330万人（大半がユダヤ人、およびポーランド人とリトアニア人カトリック教徒）だった。大半の者はニューヨーク港を通って入国し、1892年からはエリス島の移民ステーションからとなったが、様々な民族集団が異なる場所に入った。ニューヨークなど東海岸の大都市はユダヤ人、アイルランド人およびイタリア人が多く固まり、ドイツや中央ヨーロッパの出身者は中西部に移動して工業や鉱業で職を得た。同時に100万人のフランス系カナダ人がカナダからニューイングランドへ移民した。
移民は貧窮や宗教的脅威によってその母国から押し出され、また仕事の機会や親族との繋がりでアメリカに惹き付けられた。彼らは経済的機会を見出し（安定した工場労働者あるいは耕作可能な農地での農業という形で）、あるいはアイルランドのジャガイモ飢饉のような危機から逃げて来ていた。宗教あるいは政治的迫害から逃れてきた者も多かった。特に19世紀後半ではザクセン州（ドイツ）からの保守的ルーテル教会員や、ロシアとオーストリア＝ハンガリー帝国からのユダヤ人が顕著だった。政治的な抑圧や徴兵制度も、アメリカ合衆国でのより良い生活を求めた大量移民の理由になっていた。
移民の大半が歓迎された一方でアジアからの移民はそうではなかった。鉄道建設のために多くの中国人が西海岸に到着したが、ヨーロッパからの移民とは異なり、全く異なる文化の一部と見られた。カリフォルニア州など西部で激しい反中国人暴動が起こった後で、連邦政府は1882年に中国人排除法を成立させた。1907年の非公式合意により、紳士協定で日本人の移民も止められた（排日）。
一時的にアメリカ合衆国に留まり母国に戻る移民もいたが、そういう者は比較的羽振りが良くなるような蓄えができていた。しかし、大半の者はその母国を出たまま、新世界でより良い生活を得られることを期待してアメリカ合衆国に留まった。このときの自由と資産形成の願望が「アメリカン・ドリーム」という有名な言葉で表された。

### 人種問題の悪化
1870年代末からアフリカ系アメリカ人はレコンストラクションの間に得ていた多くの公民権を失い、次第に人種差別を受けるようになった。リンチや人種暴動など差別主義者による暴力が増し、南部州におけるアフリカ系アメリカ人の生活水準が著しく後退した。1877年妥協の後で成立したジム・クロウ法、およびクー・クラックス・クランの勃興が社会不安の重要な要因になった。1879年には既に中西部に向けての脱出を決心した者が多く、第一次世界大戦前に始まった大移住の間にこの動きが激しくなった。顔を黒く塗った白人によるミンストレル・ショーのような演し物はステレオタイプの人種差別主義者を再現した（有名な俳優としては、サム・ルーカス（1850年-1916年）がおり、ハリエット・ビーチャー・ストウの『アンクル・トムの小屋』の戯曲でアンクル・トムの役を演じた最初の黒人だった）。
1896年、合衆国最高裁判所は「プレッシー対ファーガソン事件」判決で、人種分離と「分離すれども平等」原理を支持して、アメリカ合衆国憲法修正第14条と同第15条を実質的に無効にした。
D・W・グリフィスの1915年の映画『國民の創生』はクー・クラックス・クランの2度目の勃興を世に広め、「科学的人種差別」理論が以前の差別主義者の偏見や白人至上主義の提唱者に新しく正当性を与えた。19世紀に白人が他の全てに対して優れているという概念が科学的思考の主流になった。かくして素人の人類学者かつ優生学者で、ニューヨーク動物学協会の会長であるマディソン・グラントは、1906年にニューヨーク市のブロンクス動物園でコンゴ・ピグミー族のオタ・ベンガを猿やその他の動物と共に展示した。グラントの命令で動物園の支配人はオタ・ベンガをオランウータンと同じ檻に入れて「失われた環」と表示し、進化論の中でオタ・ベンガのようなアフリカ人はヨーロッパ人よりも猿に近いという仮説を演出した。

### 農夫および人民主義の興隆

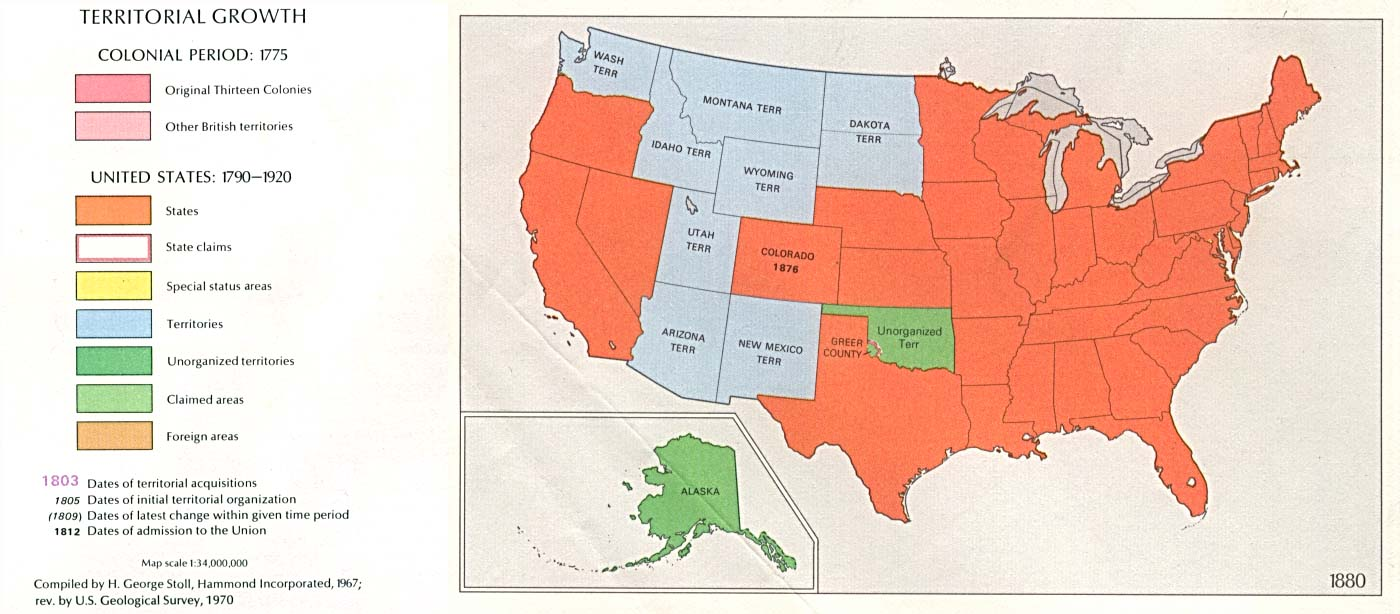
1870年から1880年のアメリカ合衆国、橙色が州、水色が準州、緑色が未編入領土を示す。

19世紀アメリカ合衆国の農業はその著しい発展があったにも拘わらず、農夫たちは繰り返される困難な時期を経験していた。幾つかの基本的要素として、土地の疲弊、自然災害、自給自足率の減退、および連邦政府による適切な法的保護と援助の欠如があった。しかし、最も大きな要素は生産過剰だった。
単位面積あたり収量を大きく増加させた農業機械の改良と共に、鉄道の恩恵と平原インディアンを居留地に押し込むことで西部の開拓用地が開かれ、耕作面積は19世紀後半で飛躍的に拡大した。カナダ、アルゼンチンおよびオーストラリアのような大国で同様な農業用地の拡大が進み、過剰生産とアメリカ産品の多くが売られていた国際市場での低価格という問題を生んだ。
開拓者たちが西部に進めば進むほど、その産品を市場に送り出すためには独占的鉄道への依存率が上がった。同時に農夫たちは工業生産品に高い代金を払わされた。これは東部の工業資本家に支えられた連邦政府の保護関税が長く維持されたためだった。時の経過とともに中西部や西部の農夫はその土地の抵当権を持っている銀行に大きな借金を背負うようになった。
南部ではアメリカ連合国の没落で農業習慣にも大きな変化が起こった。最も重要なことは小作農が種や生活必需品と引き換えに土地所有者に収穫品の半分を渡すというシェアクロッピングだった。推計で南部のアフリカ系アメリカ人農夫の80％、および白人農夫の40％は南北戦争後のこの衰弱していく仕組みの下で生活した。シェアクロッパーの大半は借金の循環に閉じ込められ、そこから唯一逃げ出す手段は収量を上げることだった。このことは綿花やタバコの生産過剰に繋がり（販売価格の低下と収入の減少に繋がった）、土地は疲弊し、土地所有者も小作人も貧乏になる者が多かった。
一般的な農業問題に対処しようとした最初の組織的な動きが農民共済組合だった。1867年にアメリカ合衆国農務省職員によって始められたこの組合は、当初大半の農家が経験していた孤立化に対抗する社会運動になった。女性の参加が積極的に奨励された。1873年恐慌で加速された組合運動は2万の支部と150万人の組合員数を誇るようになった。
農民共済組合はその大半は結局失敗したものの、独自の市場、店舗、加工工場および協同組合を設立した。また1870年代には幾らかの政治的成功も収めた。幾つかの州は農民共済組合法を成立させ、鉄道と倉庫の料金を制限した。
1880年までに農民共済組合運動は衰退し始め農夫同盟に置き換えられた。1890年までにこの同盟はニューヨーク州からカリフォルニア州まで約150万人の会員を集めた。これと並行してアフリカ系アメリカ人の組織である有色人農夫全国同盟は100万人以上の会員数になった。
農夫同盟はその開始時点から精巧な経済プログラムを持った政治的組織だった。初期の政治綱領に拠れば、その目的は「アメリカの農夫を階級的立法や忍び寄る集中資本から保護するために団結させる」ことだった。そのプログラムは鉄道を完全に国有化できなければ規制し、借金を返し易くするためにインフレを助長し、関税を下げ、政府が所有する倉庫や低料金の賃貸施設を設立することも要求した。これらはオカラ要求と呼ばれた。
1880年代後半、一連の旱魃が西部を襲った。4年間でカンザス州の西部は人口の半分を失った。事態をさらに悪くしたのは1890年のマッキンリー関税であり、これまでになく高い関税だった。これが農機具の価格を上げてアメリカの農夫にとって有害となった。
1890年までに、農民の困窮の程度はこれにまでなく高くなった。著名な人民主義(Populism)著作家で扇動者のメアリー・エリザベス・リースは農夫たちに「トウモロコシの収量を下げ大騒ぎする」必要性を説いた。農夫同盟は南部では同調的な民主党と、西部では小さな第3の政党と協力し、政治的な力を求めた。これらの要素から人民の党 (Populists)と呼ばれる新しい政党が創られた。1892年の選挙ではこの新党と南部および西部の州政府の支配勢力との連衡が生じ、アメリカ合衆国議会の上院と下院に少なからぬ議員を送り出した。1892年に農夫同盟の最初の大会がネブラスカ州オマハで開かれ、集まった農夫、労働者および社会改革組織者の代表たちは工業と商業のトラストで金銭ずくになって絶望的に腐敗したと見るアメリカ合衆国の政治に一石を投じることを決めた。
人民の党の実際的な綱領は銀の無制限鋳造を含み、土地、輸送および財務の問題に焦点を当てた。1892年の選挙では人民の党が西部と南部でかなりの力を見せ、その大統領候補者は100万票以上を獲得した。しかし間もなく全ての問題に影を投げたのは金本位制を主張するものに対して銀本位を主張する通貨問題だった。西部と南部の農夫代表者は銀の無制限鋳造に復帰することを要求した。その問題が通貨量の不足から来ていると確信した農夫同盟は、通貨量を増やすことで間接的に農業生産者価格を上げ、工場労働者の賃金も上げ、インフレになれば借金が払いやすくなると主張した。
一方保守派や金融筋は、そのような政策では惨事になると考え、インフレが一度始まれば止められなくなると主張した。当時の最も重要な金融商品である鉄道債は金で支払うことができた。鉄道の運賃や輸送費が銀貨で半値になれば、鉄道は数週間で破産し、数十万人が失職し、工業経済を破壊する。金本位制のみが経済の安定を支えると主張した。
1893年の金融恐慌はこの議論の緊張関係を高めた。南部と中西部で銀行の破綻が続いた。失業者が溢れ、農業生産物価格は急落した。この危機にクリーブランド大統領の解決力の無さが合わさり、民主党が分解寸前になった。
銀本位と自由貿易を支持した民主党は1896年の大統領選挙が近付いた時に人民の党運動の残党を吸収した。その年の民主党大会ではアメリカ合衆国の政治史の中でも最も有名な演説の一つが行われた。ネブラスカ州出身の若き銀本位制提唱者、ウィリアム・ジェニングス・ブライアンは「金の十字架に人類を磔にする」べきではないと訴え、民主党の候補者指名を勝ち取った。人民の党の残党もブライアンの動きの中で発言力を維持しようと期待してブライアンを支持した。ブライアンはカリフォルニア州とオレゴン州を除く西部と南部の全州を制したにも拘わらず、「フルコースの食事」（A Full Dinner Pail）を選挙スローガンにした共和党候補者ウィリアム・マッキンリーに敗れた。マッキンリーは人口が多く工業化の進んだ北部と東部を地盤にしていた。
翌年、金融事情は企業が自信を取り戻したこともあって改善を始めた。大半の商取引が金の袋ではなく銀行券で取り扱われることを認識していなかった銀本位制主張者は、新しい景気がユーコンでの金発見によるものと考えた。1898年、米西戦争が国民の注意を引き付け、さらに人民の党の主張からは遠ざかった。しかしこの運動が潰えたとしてもその概念は残った。人民の党が一旦この概念を支持すると、アメリカの政治家の大半が拒否する汚点になった。僅か数年後に、この汚点が忘れられた頃、アメリカ合衆国上院の直接選挙のような人民の党の主張する改革が現実になった。

### 労働者と管理者
現在のアメリカ合衆国工場労働者の生活に比べ、19世紀アメリカ工場労働者の生活は容易くなかった。賃金はヨーロッパと比べて2倍だったが、労働条件は過酷でゆとりが無かった。1873年と1893年に国内を恐慌が覆い、賃金を下げ、高率の失業率と不完全雇用率を生んだ。
同時に全国の生産性を上げた技術の改良が継続的に熟練労働の需要を下げ、未熟練労働者の需要を増した。1880年から1910年までに前例の無いような1,800万人の移民がアメリカ合衆国に入り、仕事を求めたので、未熟練労働者の予備軍は常に成長を続けた。
1874年以前はこの国で事実上労働に関する規制が無かった。この年、マサチューセッツ州が女性と子供の工場労働者は1日10時間に労働時間を制限する最初の法律を通した。しかし、この件に連邦政府が積極的に関わったのは1930年代になってからだった。その時代まで労働条件は州や自治体の当局に任され、富裕な工業資本家に対するように労働者に対応できる役人はほとんど居なかった。
19世紀後半を支配し富と権力を巨大に集中させた「クローニー・キャピタリズム」（縁故資本主義）は、出来上がった制度に反抗した人々に対して断固たる対応を行った、人の言いなりになる司法官によって後押しされた。裁判官は当時行き渡っていた哲学に単に従っているだけだった。ジョン・ロックフェラーは、「大企業の成長は単に最も適応できるものが生き残ることである」と言ったと報告されている。「社会ダーウィン主義」として知られるこの考え方は、事業を規制しようという如何なる試みも種の自然進化を遅らせるだけのものであると主張する多くの利己的な者に支持された。
この産業主義の犠牲者に対する無関心によって生じたコストは大きかった。何百万もの労働者の生活と労働条件はお粗末なものであり、生涯貧乏から逃れる望みは僅かなものだった。移民労働者は混み合い不潔な賃貸住宅に住んでいた。工業化でアメリカの労働者の貧窮度を固定してしまっていることは、「百万長者の宮殿と労働者の小屋の対照」と言ったアンドリュー・カーネギーのような企業指導者ですら認めていた。カーネギーのその高貴な感覚にも拘わらず、その工場での労働条件は他より良いわけではなかった。1900年には既にアメリカ合衆国の労働に関わる死亡率は世界の工業化されたどの国よりも高くなっていた。工場労働者の大半は1日10時間（鉄鋼産業では12時間）働き、生活に必要な賃金の20％から40％少ないものしか得られなかった。この状況は1870年から1900年の間に2倍になっていた児童労働者の場合はさらに悪いものだった。

### 労働組織
労働者を全国的な組織に組み入れようという最初の大きな動きは1869年のナイツ・オブ・レーバーのノーブル・オーダーのものだった。これは元々フィラデルフィアの衣料労働者によって組織化された秘密の儀礼的組織だったものが、アフリカ系アメリカ人、女性および農夫などあらゆる労働者に開かれた。ナイツ・オブ・レーバーは1885年のストライキで偉大な鉄道貴族ジェイ・グールドを屈服させた時までは緩り成長していた。この時から1年以内に新たに50万人が加盟した。
しかし、ナイツ・オブ・レーバーは間もなく衰退を始め、労働運動におけるその地位は次第にアメリカ労働総同盟によって置き換えられていった。葉巻製造会社の元組合役員だったサミュエル・ゴンパーズが指導したアメリカ労働総同盟は、全ての労働者に開かれるよりも熟練労働者に焦点を当てた。ゴンパーズの目的は「純粋で単純」であり、賃金を増やし、労働時間を減らし、労働環境を改善することだった。このようにして初期の労働指導者たちが信奉した社会主義的見解から距離を置かせることに成功した。アメリカ労働総同盟は国内で次第に認められた組織にはなっていったが、未熟練労働者については何もできなかった。
未熟練労働者の目標というものは企業経営者の認めたがらないものであり、アメリカ合衆国の歴史の中でも最も激しい労働争議の幾つかに繋がった。そのうちの最初のものが1877年の鉄道大ストライキであり、国中の鉄道労働者が経営者の賃金10％カットに反応してストライキを行った。スト破りを行ったことでボルティモア、シカゴ、ピッツバーグ、バッファロー、およびサンフランシスコなど幾つかの都市で流血を伴う暴動に繋がった。
1886年、シカゴのマコーミック収穫機会社でのストライキ中に、警官に撃たれて2人の労働者が死んだことに対する抗議を呼びかけた集会を追い散らそうとした警官に何者かが爆弾を投げた。これはヘイマーケット暴動と呼ばれた。ヘイマーケットでは11人が死亡し、数多くの者が負傷した。
次に1892年に、ペンシルベニア州ホームステッドのカーネギーの製鋼所で暴動が起こった。製鉄、製鋼および製錫労働者の合同組織による激しいストライキを破るために会社側が雇ったピンカートン探偵社の300人が銃で撃たれ、10人が死亡した。その結果、ストライキに参加している労働者を鎮めるために州兵の出動が要請された。非組合労働者が雇用され、ストライキは破られた。ホームステッド工場は1937年まで労働組合を完全に禁止した。
その2年後、シカゴ郊外のプルマン・パレス自動車会社が賃金をカットしたことでストライキが始まり、アメリカ鉄道組合の支援もあって、間もなく全国の鉄道産業が止まった。この時代の常としてグロバー・クリーブランド大統領が指導する連邦政府は経営側についた。アメリカ合衆国司法長官のリチャード・オルニーは、自身が元鉄道会社の弁護士であり、鉄道を運行させる目的で3,000人以上の労働者を代理雇用させた。これに続いて連邦裁判所が列車の運行を組合が妨害することに対して差し止め命令を出した。労働者たちが鉄道会社や連邦政府の動きに対して屈服を拒んだとき、クリーブランドは再度連邦軍を派遣した。最後はストライキが破られた。
当時最も戦闘的な労働者階級の組織は世界産業労働組合だった。西部の鉱業地帯でより良い労働条件を求めて戦っている組合が集まって結成されたものであり、通常「ウォブリーズ」と呼ばれたこの組合は、その扇動的かつ革命的な言葉遣いから特別の注目を浴びた。ウォブリーズは公然と階級闘争を呼びかけ、1912年にマサチューセッツ州ローレンスでの繊維産業ストライキ（通常「パンと薔薇」のストライキと呼ばれる）で艱難辛苦した後に勝利を収めてから多くの支持者を集めた。

## アメリカ帝国主義の興隆

### 新帝国主義

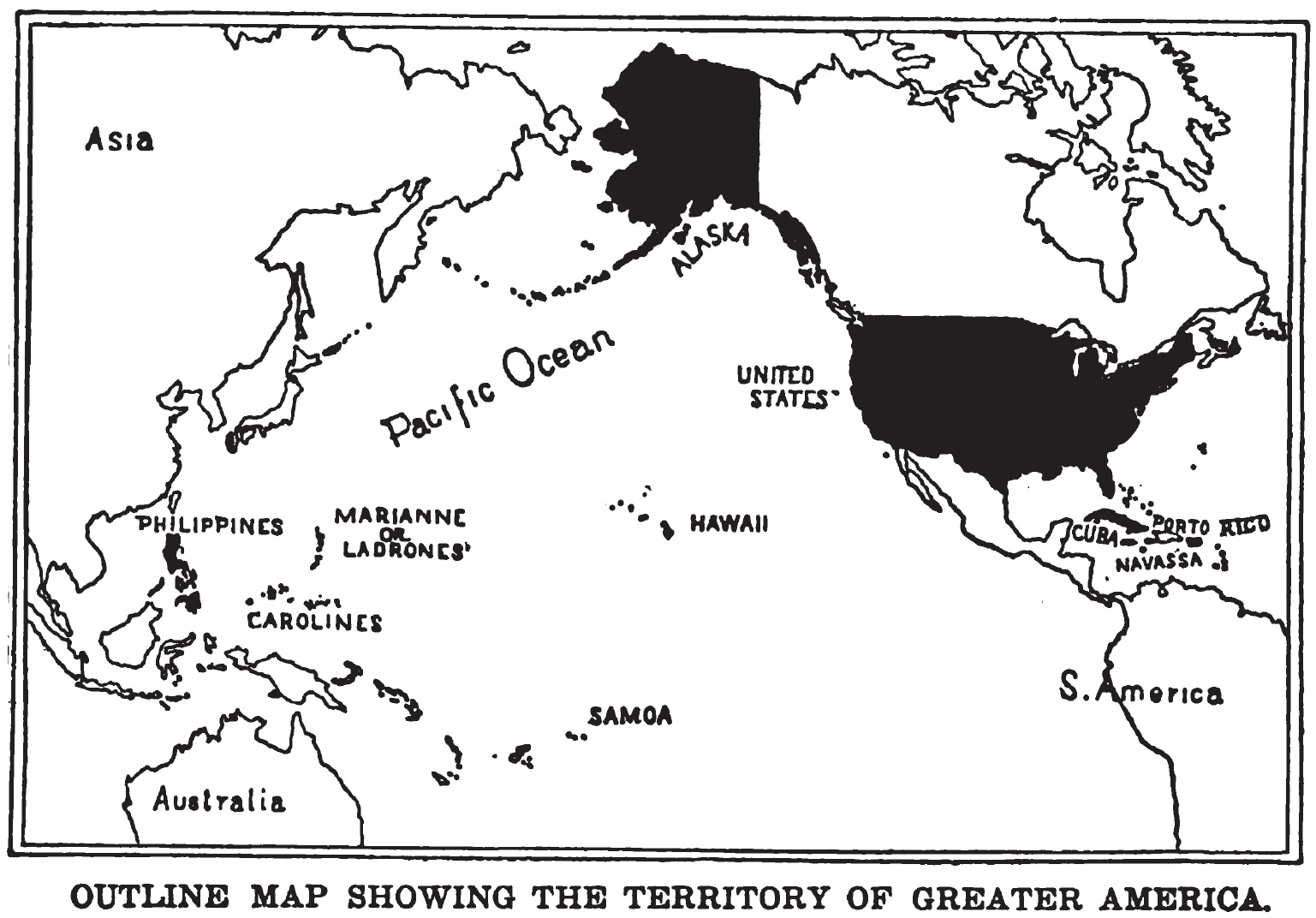
米西戦争後の「大アメリカ」の地図、キューバやフィリピンが含まれている

1896年アメリカ合衆国大統領選挙でウィリアム・マッキンリーが地滑り的勝利を収めた。マッキンリーは6年前の1890年にマッキンリー関税を成立させて国民の注目を浴びるようになり、1897年に高率関税法案を通してから急速な経済成長と繁栄の時代が到来し、国民の自信が回復した。
スペインはかつて広大な植民地帝国を支配していたが、19世紀後半までにキューバ、プエルトリコ、フィリピンとアフリカに幾らかの植民地を残すだけになっていた。キューバは1870年代以来反乱状態にあり、アメリカの新聞、特にウィリアム・ランドルフ・ハーストやジョーゼフ・ピューリッツァーの新聞は、キューバにおけるスペインの専制について激烈な記事を掲載していた。アメリカの干渉を求める声が上がっていた。1890年、アメリカ合衆国本土のフロンティア消滅が公式に宣言され、その都市のウンデッドニーの虐殺事件でインディアン戦争も終わりを告げた。その結果マニフェスト・デスティニーの時代が終わり、当時のヨーロッパ列強はアフリカやアジアに植民地を設けていくことに汲々としていたので、アメリカも海外領土を獲得すべきと考える者が多かった。しかし、帝国主義的外交政策はアメリカの原則を外れると主張する者も居た。
1898年2月15日、アメリカ海軍の戦艦USSメインがハバナ港で爆発した。爆発の原因ははっきり分からなかったが、多くのアメリカ人はスペインの機雷のせいと信じ込み、ハーストやピューリッツァーによるイエロー・ジャーナリズムで煽り立てられた。マッキンリー大統領は事態を沈静化させようとしたが、その海軍次官補セオドア・ルーズベルトは反対の立場を採り、大統領は「チョコレートエクレアの背骨」を持ったと言った。アメリカがキューバの革命に干渉する準備を行う形で軍隊が急速に動員された。キューバを併合しようというのではなく、この島国の独立は保証されるという立場が明らかにされた。スペインはその国内事情に関する不当な干渉であり外交関係を難しくするものと考えた。4月25日に米西戦争の宣戦が布告された。
スペインは瞬く間にキューバとプエルトリコで敗北を喫し、セオドア・ルーズベルトのラフレンジャーズはプエルトリコで悪名を馳せた。一方ジョージ・デューイ海軍准将の艦隊は、やはり革命状態にあった遙か離れたフィリピンでスペイン艦隊を潰した。スペインが降伏して3ヶ月の戦争を終わらせ、キューバの独立を認めた。プエルトリコ、グアムおよびフィリピンはアメリカ合衆国に割譲された。フィリピンでは1902年まで大衆に対する残酷な征服戦争が続けられた。
フィリピンやプエルトリコに対するアメリカ合衆国の資本投下は少なかったが、政治家の中にはラテンアメリカやアジア、特に中国との貿易を拡大するための戦略的前進基地になると期待する者もいた。しかしそうはならず、1903年以降のアメリカは新しい貿易ルートとしてパナマ運河に注意を向けた。米西戦争はかくして世界規模で指向するアメリカの外交政策を始めさせ、それが今日まで続いている。

### フィリピン

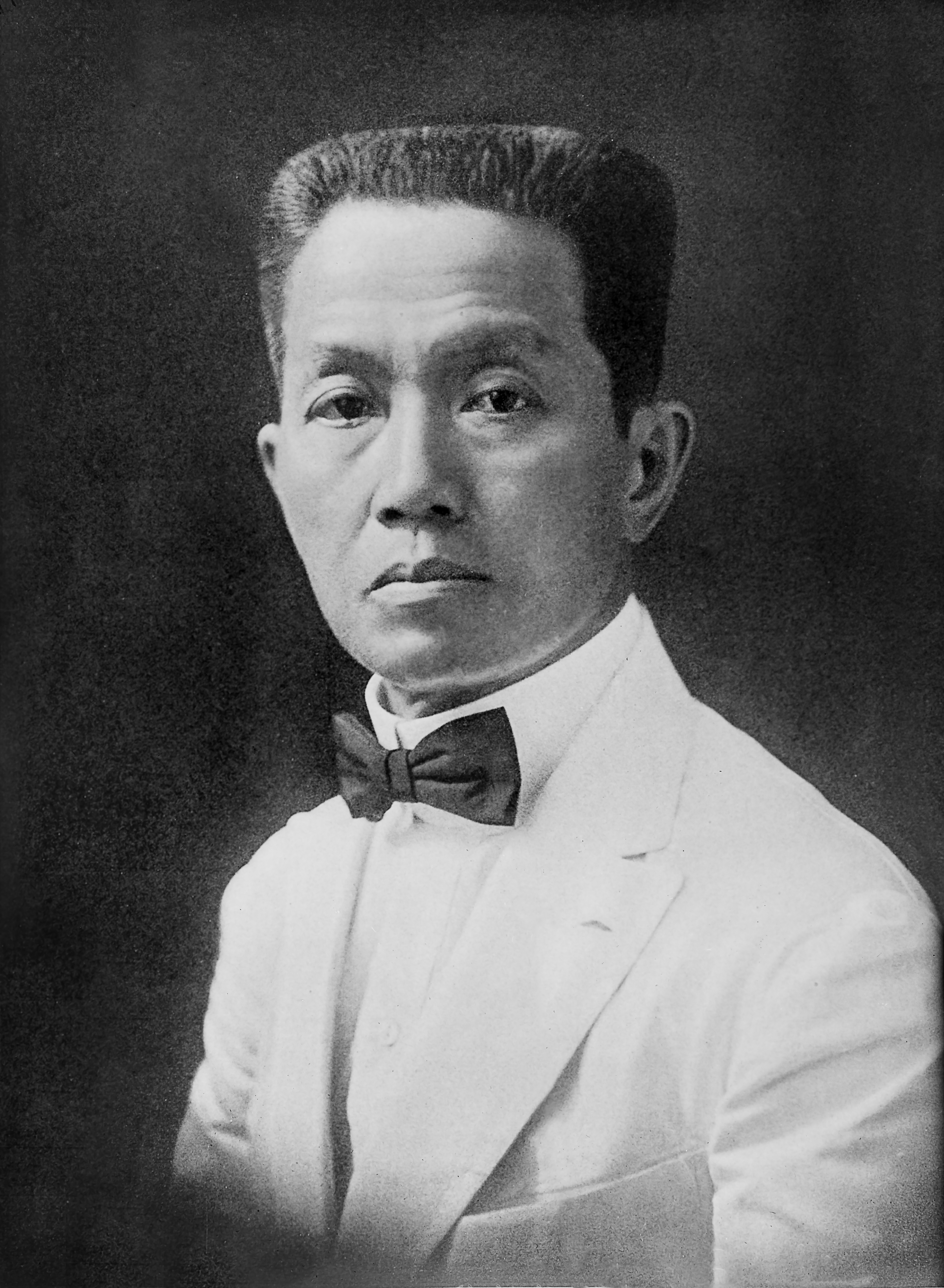
エミリオ・アギナルドは先ずスペインと戦い、続いてアメリカ合衆国に対抗して母国の独立に努めた。1901年にアメリカ陸軍に捕まり、影の政府が終わった。

アメリカ合衆国は1899年にスペインからフィリピン諸島を買収した。1898年にスペイン軍に対する蜂起を助けていたが、1899年にはアメリカ合衆国と反乱者の関係は気まずいものに変わった。アメリカ合衆国はフィリピン占領の最初の2年間で武装独立行動を抑圧したときに宗主国に近い役割になった。その後の抗争の間に4,234人の米兵が死んだが、主に熱帯特有の病気に因るものだった。フィリピン人は戦闘での死者が約2万人と推計されている。市民の方の飢饉や病気による死者は不明だが、100万人、すなわちフィリピン人口の10％と推計する者もいる。彼らの大半は反乱軍にその規則を強制される中で、あるいは病気の蔓延を防止する中で殺された。
アメリカ合衆国による占領の間に英語が公式言語であることが宣言された。ただし、フィリピン人はスペイン語や、ビサヤ語、タガログ語、イロカノ語など現地の言葉を使っていた。アメリカ陸軍輸送船USSトマスで500人以上のアメリカ人教師が派遣され教育体系の設定に取り掛かった。またローマ・カトリックは国教から外され、バチカンとの協議の後で大規模な教会領地が買収され民間に分配された。
1914年フィリピン駐在のアメリカ上級役人ディーン・C・ウースター（駐在期間1901年-1913年）が、アメリカはフィリピンの最も野蛮な部族を征圧しただけでなく、彼らと最も有効な関係を作り上げたと豪語した。
1916年、連邦議会はフィリピンに1945年までに独立させることを保証した。

### ラテン・アメリカ
アメリカ合衆国は米西戦争を通じて初めてキューバと関わるようになった。1901年、アメリカ合衆国議会はプラット修正条項を成立させ、キューバ政府の財政的自由度に厳しい制限を押しつけ、グアンタナモ湾に海軍基地を設け、キューバの内情に干渉する権利を保持した。またキューバ憲法にプラット修正条項を書き込むよう強制した。
アメリカ合衆国は大西洋と太平洋を繋ぐパナマを横切る運河の建設に興味を抱くようになった。1903年セオドア・ルーズベルト大統領はパナマ運河を建設し支配するために、コロンビアからのパナマの独立を支持した。
1904年、セオドア・ルーズベルトはモンロー・ドクトリンに対するその「ルーズベルト命題」を発表し、西半球におけるラテンアメリカ諸国が民主主義と白人アングロ・サクソン文明の恩恵をもたらすときに無能で不安定である場合はアメリカ合衆国が干渉すると明らかにした。このいわゆる「良き隣人」政策はその後の30年間にラテンアメリカやカリブ海での数多い干渉の口実になり、その大半はアメリカの実業界の利益を守るためだった。
アメリカは大西洋と太平洋を繋ぐ運河の代替ルートとしての可能性からニカラグアにも興味を持つようになった。1909年、ニカラグア大統領ホセ・サントス・ゼラヤが、アメリカに支援された反乱軍の勝利後に辞任した。これに続いて1912年から1933年までのアメリカによるニカラグア占領が行われた。
アメリカ合衆国は1915年にハイチを軍事占領し、指導者の暴徒による処刑が行われたが、ドイツによる諸島侵略の可能性に直面してアメリカによる地域の支配強化として、大衆には正当化された。ドイツによる支配は幾らか現実味があった。ドイツは1914年までにハイチ経済の80％を支配した。主要鉄道はハンブルクの銀行家によって支配されていた。この国を政治的騒乱状態にしていた革命軍に資金を供給すらしていた。アメリカ軍による征服で19年間（1915年-1934年）のハイチ占領となった。
メキシコが長期間の無政府状態になり、1910年に内戦が始まったときにアメリカ合衆国はメキシコにも干渉を始めた。1914年4月、タンピコ事件に続いてアメリカ合衆国はメキシコのベラクルス港を占領した。その理由はウッドロウ・ウィルソン大統領がメキシコの独裁者ビクトリアーノ・ウエルタを排除しようとしたことだった。
1916年、アメリカ合衆国はドミニカ共和国を占領した。
1916年3月、パンチョ・ビリャが1,500人のメキシコ人を引き連れ、国境を越えてニューメキシコ州コロンバスを攻撃し、アメリカ軍騎兵分遣隊を攻撃し、100頭の馬やラバを捕獲し、町を焼き、市民17人を殺した。ウィルソン大統領はジョン・パーシング将軍の指揮で12,000名の軍隊を派遣し、ビラを追求させた。この遠征はその目的を果たせずに失敗し、1917年1月に引き上げた。

## 進歩の時代

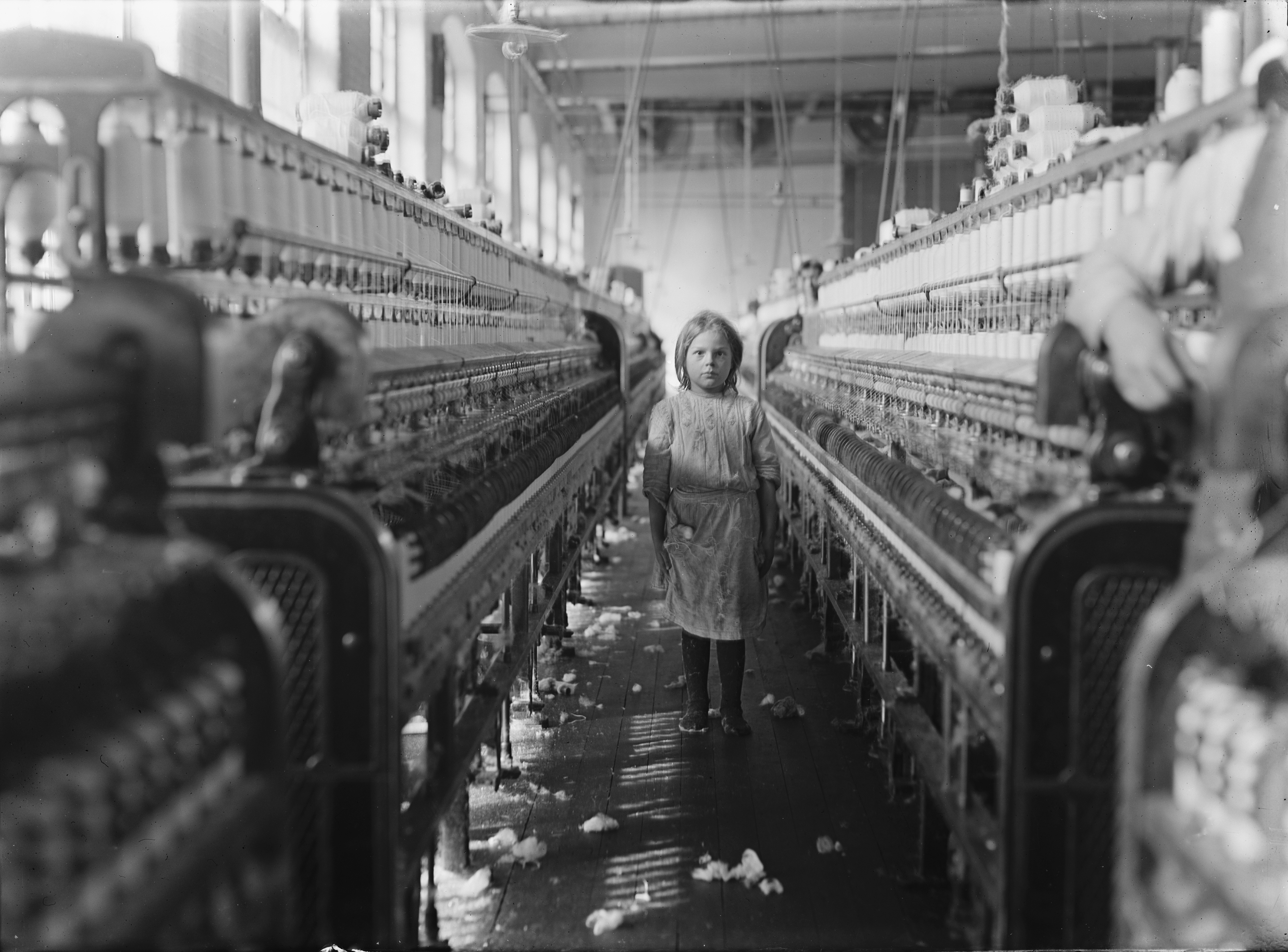
児童労働者、サウスカロライナ州ニューベリー、1908年

1900年アメリカ合衆国大統領選挙の結果、特に外交政策についてマッキンリー政権に判断させる機会を与えた。フィラデルフィアで開催された共和党大会はスペインとの戦争で勝利したことへの祝意を表し、繁栄の再現と門戸開放政策によって新しい市場を開拓することを表明した。1900年の選挙はほとんど1896年の再現となったが、新しい問題として帝国主義が付け加えられた（ハワイは1898年に併合されていた）。ウィリアム・ジェニングス・ブライアンは再度自由銀を掲げて選挙運動を行ったが、2度目の敗北を喫した。
マッキンリー大統領は2期目の始まりも高い人気を誇っていたが、長続きはしなかった。1901年9月、ニューヨーク州バッファローの博覧会に出席しているときに、アナーキストのレオン・チョルゴスに銃で撃たれた。マッキンリーは暗殺されたアメリカ合衆国大統領として3人目だった。3人とも南北戦争の後の40年足らずの間の出来事だった。副大統領だったセオドア・ルーズベルトが大統領職を嗣いだ。
ルーズベルトの就任は国内的にも国際事情においてもアメリカの政治に新しい時代を画した。大陸はアメリカ生まれではない人々で溢れ、フロンティアは消滅した。国の政治基盤は外国との戦争および内戦さらには景気の浮き沈みの試練に耐えた。農業、鉱業および工業では大きな進展を経験した。しかし、大企業の影響力はかつてないくらいしっかりと浸透していた。1883年の公務員改革法（あるいはペンドルトン法）で、連邦職員の大半は能力主義で評価され、いわゆる「猟官制度」は終わりを告げ、連邦政府の専門職化と合理化を認めた。しかし地方の自治対政府は腐敗した政治家、政治マシーンおよび「政治ボス」の手に残されたままだった。多くの州、郡および自治体では猟官制度が長生きし、タマニー・ホールの組織に至ってはニューヨーク市が公務員制度を改革した1930年代まで残った。イリノイ州はフランク・ローデンの下で1917年にその官僚機構を改革したがシカゴは1970年代まで利益供与制度を引き摺った。
これら政治の欠陥に対して、1890年代に「進歩主義」と呼ばれる時代の精神が起こり、1917年にアメリカ合衆国が第一次世界大戦に参入するまで続いた。
都会の政治ボスや腐敗した「泥棒男爵」に対する改革運動として、多くの自称進歩主義が現れた。事業の実効ある規制、復活された公務員の関与、および国の福祉と利益を確かなものにする政府管掌範囲の拡大に関する要求が増えた。政治、哲学、学会あるいは文学の世界のほとんどあらゆる著名人物が少なくとも一部は改革運動に関わった。
トラスト、大型融資、不潔な食料および鉄道の虐待慣習を扱う記事が、日刊紙やマクルーアズやコリアーズのような人気有る雑誌に現れ始めた。スタンダード・オイルのトラストを糾弾したジャーナリストのイーダ・ターベルのような著者はマクレイカー（醜聞を暴く人）と呼ばれるようになった。作家アプトン・シンクレアはその小説『ザ・ジャングル』でシカゴの食肉加工場の不衛生さや国内食肉供給ルートにおける牛肉トラストの一端を暴いた。
進歩主義時代の作家の強い衝撃は、大衆間の特定部の目標を鼓舞し、特に大労働組合と大資本家に挟まれた中産階級が政治的行動を採るように駆り立てた。多くの州では人々が生活し働く条件を改善する法を制定した。ジェーン・アダムズのような著名社会批評家からの推奨で、児童労働法が強化され、年齢制限を上げ、労働時間を短縮し、夜間労働を制限し、学校への出席を要求する新しい法が採択された。

### セオドア・ルーズベルト
20世紀の初期までに、大都市の大半や州の半分以上で公共事業について1日8時間労働の制度を作っていた。これと同じく重要なことは労働者災害補償法であり、雇用者は被雇用者が労働中に受けた傷について法的に責任があることになった。新しい歳入法も採用され、相続財産に課税することで当時の連邦所得税の基盤を作った。
ルーズベルトは「公平な取引」を要求し、反トラスト法の執行に連邦の監督権を強める政策を始めた。後に鉄道に対する政府監督権の拡大で主要な規制法の成立を促進した。この法の一つでは公開される送料を合法的標準に合わせ、荷主はリベートについても鉄道会社と同等に責任があることとした。
ルーズベルトは1904年アメリカ合衆国大統領選挙で信任された。選挙人選挙で圧倒的に勝利したことで大胆になったルーズベルトはさらに徹底的な鉄道規制を要求し、1906年6月、議会はヘップバーン法を成立させた。これにより州際通商委員会に料金を規制する現実的権限を与え、委員会の管轄範囲を拡げ、鉄道会社に蒸気船運航会社や石炭会社との連結利益を放棄させた。この時代に大きな石炭ストライキが起こり、多くのアメリカ人が冬季に凍え死ぬ可能性が本当に生じた。ルーズベルトは鉱山所有者をホワイトハウスに招集し、ストライキを行っている労働者との合意ができなければ彼らの会社を国有化すると脅した（ただし国有化は違憲だった）。
一方、連邦議会は新しく商務労働省を創設し、長官を内閣に加えた。新しい省の1部局が大企業集団の内情に関する調査権限を持ち、1907年にはアメリカ砂糖精製会社が多額の輸入税について虚偽申告したことを見付けた。その後の訴訟で400万ドル以上を回収し、会社役員数人を有罪にした。
国の天然資源や美しい景観の保存がルーズベルト時代でも特筆に値する。環境保全、開墾および灌漑については1901年の議会向け年間教書でその遠大で統合された計画を要求していた。前大統領のマッキンリーが保護区や公園のために森林4,600万エーカー (188,000 km2) を保護したのに対し、ルーズベルトはさらに1億4,600万エーカー (592,000 km2) を追加し、森林火災を防ぐため、また裸になった土地に植林するための体系的行動を始めた。ルーズベルトはその友人のギフォード・ピンチョを森林監督官に指名し、公有地の新たな科学的管理を活性化させた。ルーズベルトは50カ所の生物保護区、5カ所の国立公園を新たに制定し、グランド・キャニオンのような国立記念地域を指定する制度を始めた。

### ウィリアム・タフト
ルーズベルトの任期は1908年アメリカ合衆国大統領選挙を迎えたときにその頂点に達していたが、それまでのどの大統領も2期を超えては務めないという伝統を破ることを望まなかった。その代わりにウィリアム・タフトを支持した。民主党側ではウィリアム・ジェニングス・ブライアンが3度目の立候補をしたが、南部を何とか制するに留まった。元判事であるタフトはアメリカが支配したフィリピンの初代総督であり、パナマ運河の監督者でもあった。彼はそのドル外交を進展させた。
タフトはトラストに対する告発を続け、州際通商委員会の権限をさらに強化し、郵便貯金と郵便小包の制度を作り、公共事業を拡大し、アメリカ合衆国憲法の2つの修正条項成立を促進した。修正第16条は所得に関する連邦税を認め、1913年に批准された修正第17条は州議会によって選ばれていたアメリカ合衆国上院議員を一般選挙で選出することを義務付けた。
これらの成果を上げた一方で、タフトが保護関税を容認したことは革新主義者の怒りを買った。アリゾナ州が革新的な憲法を作った故にその合衆国への加盟に反対した。また共和党内では保守派の方に傾くようになった。1910年までに共和党は分裂し、民主党は圧倒的な得票率で議会を制するようになった。

### ウッドロウ・ウィルソン
その2年後、1912年アメリカ合衆国大統領選挙では、ニュージャージー州の革新的知事だった民主党のウッドロウ・ウィルソンが、共和党候補者のタフトに対抗して立った。またセオドア・ルーズベルトはタフトの政策に不満が募っていたので、3期目に出馬しないという約束を破って出馬した。ルーズベルトは共和党に指名されなかったので、第3の政党である進歩党候補者となったが、その党は一般にブル・ムース党と呼ばれた。この選挙はルーズベルトとウィルソンの争いとなり、現職のタフトは僅か選挙人票8票を確保するだけという惨敗だった。
ウィルソンは活発な選挙運動で2人のライバルを倒した。ウィルソンの指導で新しい議会はアメリカ史の中でも最も著名となる法律を成立させた。その最初の仕事は関税だった。ウィルソンは「関税を変えなければならない。うわべの特典と見られるものは何でも廃止しなければならない。」と言った。1913年のアンダーウッド関税は原材料、食料、綿と毛織製品、鉄と鋼に関する関税を著しく下げ、その他100以上の品目から関税を撤廃した。この法はまだ多くの保護的性格が残っていたもののアメリカ労働者の生活費を真に下げる試みだった。
民主党の計画の2点目は銀行と通貨制度の再編成だった。ウィルソンは「管制は公的なものであって私的であってはならず、政府自体に権限が与えられなければならないので、銀行は事業や個人の事業と主導権の道具であり主人ではない。」と言った。
1913年の連邦準備金法はウィルソンの成果としては最も長続きした法となった。これは既存の銀行に全国を12の地区に分ける新しい組織を課した。それぞれの地区には連邦準備銀行を置き、すべて連邦準備制度理事会の監督下に置いた。連邦準備銀行は制度に参加した銀行の現金を保管しておく場所として機能した。この制度ができるまで、合衆国政府は金の供給管理の大部分を規制のない民間銀行に任せていた。公式の兌換貨幣は金貨だったが、大半の借金や支払は金への兌換という約束に裏付けられた紙幣で行われた。この制度における問題点は、銀行がその現金保有高を超えて商いをする傾向にあることであり、紙幣を金貨に換えようと預金者が殺到する恐慌が周期的に繰り返されてきていた。この法の成立で、金供給に大きな柔軟性が保証され、事業の需要に見合う連邦保証紙幣を発行する規定が作られた。連邦準備制度の創設は今日でも議論の多いものである。
次に重要な成果として、トラストの規制と企業による虐待の調査があった。連邦議会は州際取引に関して企業による「不公正な競争手段」に対して連邦取引委員会が禁止命令を発効する権限を与えた。
2つ目の法はクレイトン反トラスト法であり、特定の非難を逃れてきた多くの商習慣を禁じた。例えば、兼任重役制、購買者によって異なる差別価格制、労働争議における差し止め命令の使用、および類似した事業を株式会社が所有することだった。
1916年9月7日の連邦被雇用者労働災害補償法 (39 Stat. 742; 5 U.S.C. 751) は、労働中に起こった障害について連邦公務員に手当金を認めた。同年のアダムソン法は鉄道労働者について1日8時間労働制を確立した。これらの成果を挙げたことでウィルソンはアメリカの抜きんでた政治改革者の一人としてアメリカ史に確固とした足場を固めた。一方、ウィルソンは熱心な白人至上主義者であり、連邦政府にアフリカ系アメリカ人を雇用する門戸が開かれようとしていたのを揺り戻した。D・W・グリフィスの悪名高い映画『國民の創生』をウィルソンが楽しんでいたという話は真実味が無く、第一次世界大戦の間はそれを禁じていた。しかし、その内政による評価は、自国を勝利に導きながらその後の平時に大衆の支持を繋ぎ止められなかった戦時の大統領として、その経歴に影が差すことになった。

## 第一次世界大戦

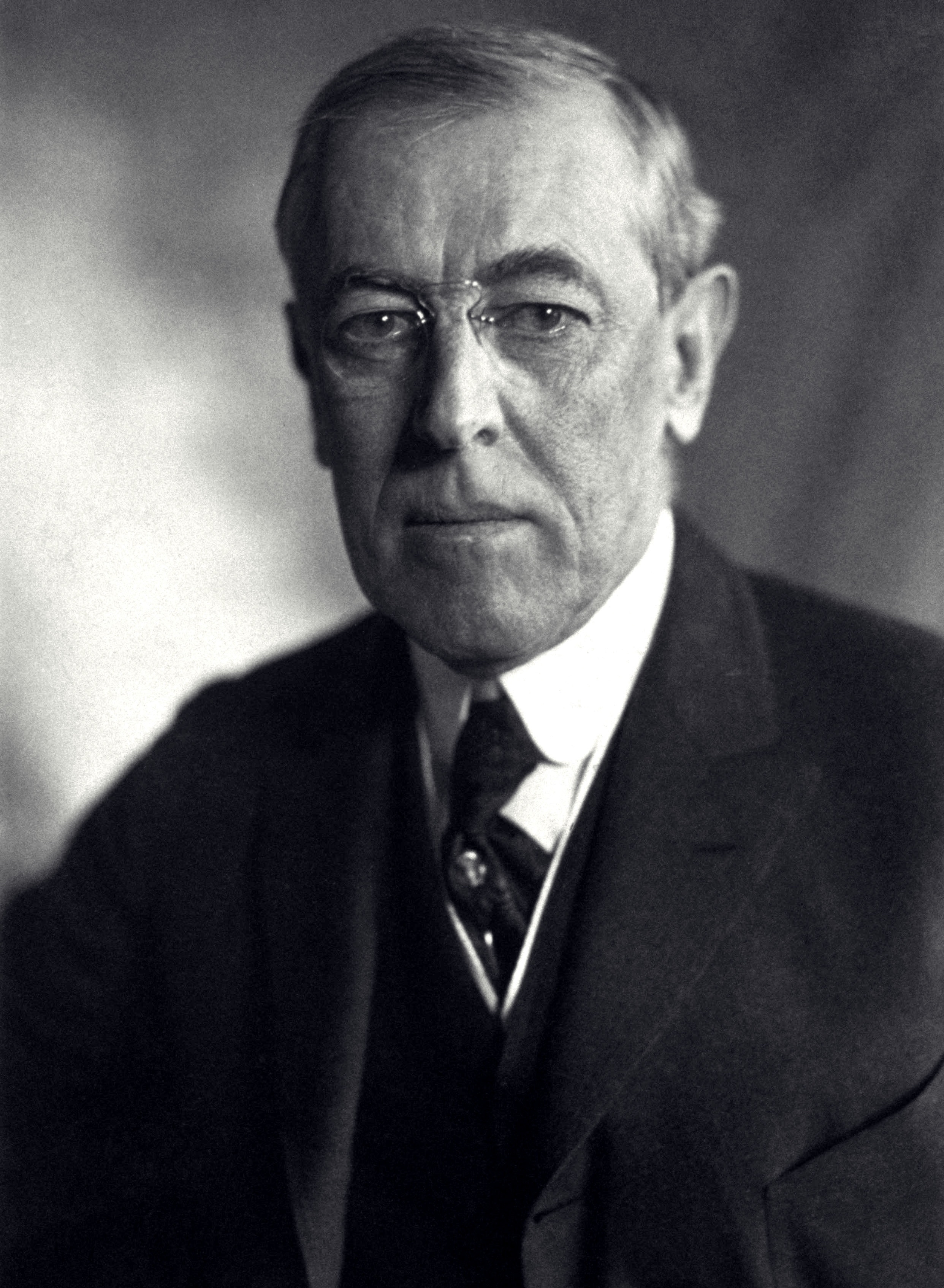
ウッドロウ・ウィルソン

アメリカ合衆国は1914年に第一次世界大戦が始まったとき断固として中立を維持しており、ドイツのUボートがアメリカの外洋航行船「ルシタニア号」を沈めた後で、ドイツに対して参戦した。ドイツはUボートが中立国の船舶に対しても無制限潜水艦戦を遂行すると宣言し、アメリカ合衆国は、アメリカがドイツに宣戦布告した場合にメキシコにアメリカに対する宣戦布告を行うよう求める「ツィンメルマン電報」と呼ばれるものを傍受したことを明かした。ドイツはメキシコに、アリゾナ州、ニューメキシコ州およびテキサス州を占領するよう提案していた。これらの地域はすべて米墨戦争（1846年-1848年）の結果でメキシコがアメリカに割譲したところだった。これは実際にはドイツによる示威行動であり、メキシコは軍隊が弱く、政治的にも安定していなかったので、そのような冒険をする余裕は無かった。アメリカの政治や産業で影響力ある者たちの中には、この戦争の初めからイギリスやフランスの側に同情する者が多かったが、かなりの数の市民（多くのアイルランド人やドイツ人を含む）はアメリカがヨーロッパでの抗争に（少なくともイギリス側で）巻き込まれることに断固として反対しており、1917年4月6日に行われたアメリカ合衆国議会での参戦決議では、アメリカが行った他の多くの決議とは異なり、全会一致には遙かに遠いものとなった。
この戦争ではドイツに絡むものは何でも恐怖症が見られた。ザウアークラウトは「自由のキャベツ」と呼ばれ、ドイツ人の姓を持つアメリカ人はアメリカ風の読み方に変えた。サウスダコタ州は如何なる者も電話ではドイツ語を話すことを違法とし、バッハのようなドイツ人作曲家の音楽ですら禁止された。
ウィルソン政権は戦争に関する情報を管理し、戦争に有利となる情報宣伝を行うために広報委員会を創設した。連邦捜査局（FBI)と協働する民間のアメリカ保護同盟は、戦争を支援するために起ち上げられ、同時に労働組合や様々な左翼および反戦組織と戦った多くの民間右翼「愛国者組織」の一つだった。連邦議会は1917年のスパイ法と1918年の治安維持法を通し、ウィルソンが署名した。治安維持法では、アメリカ合衆国政府、国旗あるいは軍隊について「不忠、不敬、下品あるいは罵倒する言葉を」使った意見表明を犯罪とした。政府の警察、私設の自警団および大衆の戦争ヒステリーが、ウィルソンの政策に同意しなかった多くのアメリカ人の公民としての自由を侵害した。
ドイツがデンマークを占領することでデンマーク領バージン諸島を領有する恐れがあり、アメリカ合衆国は戦争に入る前にこの諸島を2,500万ドルで買収した。
アメリカ合衆国は1865年以来大きな戦争に関わらなかったので、1917年時点では戦争に対する備えが出来ていなかった。軍隊はちっぽけであり、何十年も前の武器を持っていた。急速な軍備拡張が始められた。
フランスの戦場では、到着したばかりのアメリカ軍が1918年夏に疲弊しきっていた連合国軍を鼓舞することに重要な役目を果たし、ドイツの最後の攻勢（春の攻勢）を押し返し、連合軍最後の攻勢（100日間攻勢）を推し進めた。数ヶ月後の1918年11月11日、ドイツに対する勝利が決まり、イギリス、フランスおよびイタリアはヴェルサイユ条約でドイツに対して過酷な賠償金を課した。アメリカ合衆国上院はヴェルサイユ条約を批准しなかったが、ドイツとその同盟国と別の停戦条約を結んだ。上院はウィルソン政権下で、新しく創られた国際連盟に加入することも拒否した。ウィルソンは上院の妥協提案を拒否した。
ウィルソンがドイツとの条約をより受け容れやすくすることを要求したにも拘わらず、ヴェルサイユ条約によってドイツに課された賠償金の経済効果は過酷であり、これがヒトラー台頭の直接原因となり、ヨーロッパにおける第二次世界大戦に繋がった。この条約のもう一つの失敗は大日本帝国の要求に応えられなかったことであり、日本の軍事独裁の基盤を造り、太平洋における第二次世界大戦に繋がっていった。

## 年表
- 1865年	リンカーン大統領暗殺。南北戦争終結。解放奴隷局設立。アメリカ合衆国憲法修正第13条（奴隷制廃止)。新興成金の台頭
- 1866年	KKK結成
- 1867年	農民共済組合発足。アラスカ購入。
- 1868年	アメリカ合衆国憲法修正第14条（黒人にも市民権）
- 1869年	大陸横断鉄道。労働者組合ナイツ・オブ・レイバー（アメリカ労働運動の端緒）。女性参政権協会設立
- 1870年	アメリカ合衆国憲法修正第15条（黒人にも選挙権）。ロックフェラー、世界最大のスタンダード・オイル社設立（石油事業の独占化）
- 1871年	インディアン充当法（先住民の自治独立否定）。シカゴ大火。グレンジャー法(鉄道寡占による運賃高騰を制限）
- 1872年	大赦法（南北戦争敗軍指導者の公職復権）
- 1873年	1873年恐慌。マーク・トウェインの『金ぴか時代』出版
- 1874年	マサチューセッツ州で女子と子供の労働時間を制限する法律。スー族の地ブラックヒルズで金鉱発見
- 1876年	黒人取り締まりのジム・クロウ法。スー族戦争。リトルビッグホーンの戦い（軍と先住民の戦い）
- 1877年	1877年の鉄道大ストライキ
- 1881年	アメリカ・カナダ職能労働組合連盟結成。ビリー・ザ・キッド殺される
- 1882年	中国人排斥法。アメリカ赤十字社設立
- 1883年	ゴルトン（イギリス）が優生学を唱える（白人至上主義の正当化）。公務員改革法のペンドルトン法制定
- 1886年	ヘイマーケット事件（労働者と警察の衝突）。アメリカ労働総同盟発足
- 1887年	ドーズ法（先住民土地所有）
- 1890年	工業生産額イギリスを抜き世界一に。シカゴで初のメーデー。ウンデット・ニーの虐殺（先住民への虐殺）。マッキンリー関税（高関税による保護貿易）。シャーマン法（独占禁止法）
- 1891年	人民党 (アメリカ)発足
- 1892年	第一回農夫同盟大会。ホームステッド・ストライキ（カーネギーの製鋼所で暴動）
- 1893年	シカゴ万博。1893年恐慌。アメリカ鉄道組合（初の産業労働組合）
- 1894年	国民の祝日レイバー・デー (アメリカ合衆国)制定。グレート・ノーザン鉄道ストライキ
- 1896年	プレッシー対ファーガソン裁判（黒人の既得権利の無効化)。ディングレー関税法（保護貿易の強化。史上最高の税率57％）。イエロー・ジャーナリズムの競争熾烈に
- 1898年	米西戦争。バナナ戦争（中央アメリカ諸国に対するアメリカの軍事介入）。ハワイ併合
- 1899年	米比戦争。軍事大国としても欧州列強と肩を並べる。
- 1900年	金本位制に移行
- 1901年	マッキンリー大統領暗殺事件。キューバへの内政干渉
- 1902年	メリーランド州で初の労働者災害補償法通過
- 1903年	アメリカ合衆国商務労働省
- 1904年	セントルイス万国博覧会で人間動物園（ピグミー族などの展示）
- 1905年	日露戦争始まる。日本人・韓国人排斥連盟
- 1906年	ブロンクス動物園、ピグミー族を檻へ入れる。オレンジ計画始まる。鉄道規制のヘップバーン法。サンフランシスコ地震
- 1907年	日本人移民禁止。グレート・ホワイト・フリート世界一周で海軍力誇示
- 1908年	アメリカ通貨委員会設立。司法省にFBIの前身である捜査局
- 1912年	ニカラグア占領
- 1913年	アメリカ合衆国商務省、アメリカ合衆国労働省。アメリカ合衆国憲法修正第16条（所得税）、アメリカ合衆国憲法修正第17条（直接選挙による上院議員選出）。連邦準備制度。排日土地法
- 1914年	タンピコ事件。メキシコのベラクルス港を占領。第一次世界大戦勃発。クレイトン法（独占禁止法）
- 1915年	白人至上主義映画『国民の創生』ヒットする。ハイチを軍事占領
- 1916年	ドミニカ共和国を占領。連邦被雇用者労働災害補償法。アダムソン法（鉄道労働制限法）
- 1917年	第一次大戦参入｡スパイ法｡アメリカ領ヴァージン諸島購入
- 1918年	治安維持法。ロシアのアルハンゲリスク占領。第一次世界大戦終結

## この時代を描いた作品
- 小説・映画『エイジ・オブ・イノセンス』